# نابودگر (فیلم ۲۰۱۸)
نابودگر (انگلیسی: Destroyer) فیلمی در ژانر جنایی و درام است که در سال ۲۰۱۸ منتشر شد.

## خلاصه داستان
کارآگاه پلیس ارین بل سر یک صحنه قتل می‌رود و به کارآگاهان حاضر در صحنه می‌گوید که قاتل را می شناسد. ارین می‌داند که این قتل با ماموریتی که سالها پیش درگیر آن بوده است در ارتباط است. در آن ماموریت ارین و یک پلیس دیگر به نام کریس به عنوان مامور مخفی به یک باند تبهکار با رهبری شخصی به نام سایلس نفوذ می‌کنند. در این ماموریت کریس توسط سایلس کشته می‌شود و اعضای باند سایلس به جز یک نفر (توبی) موفق به فرار می‌شوند. بنابراین در حال حاضر پیدا کردن سایلس برای ارین (که معشوقه کریس نیز بوده است) جنبه انتقام‌جویی نیز دارد...

## بازیگران
- نیکول کیدمن در نقش ارین بل
- سباستین استن در نقش کریس
- توبی کبل در نقش سایلس
- تاتیانا مازلانی
- برادلی وایتفورد
- جید پتیجان
- اسکوت مک‌نری